# Џејсон Ли
Џејсон Мајкл Ли (енгл. Jason Michael Lee; рођен у Санта Ани, Калифорнија, 25. априла 1970), амерички је филмски и ТВ глумац, комичар.